# Moderní Maďarsko
Strana hnutí moderní Maďarsko, zkráceně MoMa, maďarsky Modern Magyarország Mozgalom Párt, byla mimoparlamentní liberálně–konzervativní politická strana v Maďarsku, kterou v roce 2013 založil Lajos Bokros, neúspěšný kandidát na post primátora hlavního města Budapešti v komunálních volbách v říjnu 2014.

## Historie
Strana původně chtěla kandidovat již v parlamentních volbách 2014, nesplnila však zákonem stanovené podmínky pro kandidaturu, proto ve volbách podpořila levicovou koalici Összefogás.
Pro volby do Evropského parlamentu v květnu 2014 strana sestavovala kandidátní listinu, jelikož předseda strany Lajos Bokros obhajoval mandát europoslance z předchozích voleb, kdy kandidoval ještě za Maďarské demokratické fórum. Volebního klání se nakonec účastnit nemohla, jelikož podle volebního úřadu bylo i po třetím přepočítání z 24 264 podpisů na arších platných pouze 18 633.
Na podzim v komunálních volbách kandidoval Lajos Bokros s podporou své strany na post primátora hlavního města Budapešti. Se ziskem 36,04% skončil druhý za vítězem Istvánem Tarlósem.
Strana kandidovala v parlamentních volbách na jaře 2018, kde obdržela pouze 617 hlasů (0,01%) a nepřekročila 5% uzavírací klauzuli

## Volební výsledky

### Parlamentní volby
| Volby | Počet hlasů | Hlasy v % | Počet mandátů | Mandáty v % | Úloha v parlamentu |
| ----- | ----------- | --------- | ------------- | ----------- | ------------------ |
| 2014  | —           | —         | 0             | —           | mimo parlament     |
| 2018  | 617         | 0,01      | 0             | -           | mimo parlament     |

### Europarlamentní volby
| Volby | Počet hlasů | Hlasy v % | Počet mandátů | Politická skupina EP                      | Evropská strana                                      |
| ----- | ----------- | --------- | ------------- | ----------------------------------------- | ---------------------------------------------------- |
| 20091 | 153 660     | 5,31%     | 1             | Evropští konzervativci a reformisté (ECR) | Aliance evropských konzervativců a reformistů (AECR) |
| 2014  | —           | —         | 0             | Evropští konzervativci a reformisté (ECR) | Aliance evropských konzervativců a reformistů (AECR) |

1: Lajos Bokros získal mandát europoslance jako člen Maďarského demokratického fóra (MDF).

### Komunální volby 2014 – primátor Budapešti
| Kandidát      | Strana    | Podporující subjekty  | Počet hlasů | Počet hlasů v % |
| ------------- | --------- | --------------------- | ----------- | --------------- |
| István Tarlós | nestraník | Fidesz–KDNP           | 290 675     | 49,06%          |
| Lajos Bokros  | MoMa      | DK, Együtt 2014, MSZP | 213 550     | 36,04%          |
| Gábor Staudt  | Jobbik    | Jobbik                | 42 093      | 7,1%            |
| Antal Csárdi  | LMP       | LMP                   | 33 689      | 5,69%           |
| Zoltán Bodnár | MLP       | MLP                   | 12 461      | 2,1%            |
| Celkem        |           |                       | 592 4681    | 100%            |

1: Pouze platné hlasovací lístky. Počet neplatných hlasovacích lístků: 11 563.